# أشلي مارتن
أشلي مارتن (بالإنجليزية: Ashley Martin)‏ هي لاعب كرة قدم أمريكية أمريكية، ولدت في 1981.